# Robin Reed
Robin Lawrence Reed (Pettigrew, Arkansas, 1899. október 20. – Salem, Oregon, 1978. december 20.) amerikai birkózó és birkózóedző. Pályafutása alatt soha nem veszített; az 1924-es párizsi olimpián 61 kilogrammos kategóriában aranyérmet szerzett, illetve az Oregon State Beaverst hozzásegítette első nemzeti bajnoki címéhez. Később váltósúlyú világbajnok lett.

## Fiatalkora

### Középiskola
Portlandben nőtt fel. A Franklin Középiskolában a szükséges tanegységek miatt beiratkozott a birkózócsapatba; elmondása szerint a hajógyárban légkalapáccsal dolgozott, így további edzésre nem volt szüksége.

### Egyetem
Az Oregoni Mezőgazdasági Főiskolán (ma Oregoni Állami Egyetem) 1921-ben, 1922-ben és 1924-ben is bajnok lett. Edzősége alatt a Corvallisi Középiskola csapata állami bajnok lett.

## Olimpikonként
Az olimpiai selejtezőkön minden számban nyert. Az 1924-es olimpia előtt autóstoppal New Yorkba utazott; az Iowai Állami Egyetemen az edző beleegyezett, hogy ha minden csapattagját legyőzi, ott edzhet. Az olimpián a nehézsúlyú Harry Steellel szemben is nyert.

## Az olimpia után

### Edzőként
Az olimpiáról hazatérve az Oregon State Beavers edzője lett; 1925-ben megnyerték első állami bajnokságukat.
1926 végétől profi sportolóként versenyzett. Egyszer a nála nagyobb és agresszívabb technikákat alkalmazó John Pesektől egy edzés során kikapott. Később váltósúlyú világbajnok lett.

### Emlékezete
1936-ban ingatlanügynök lett. Decemberben válópere miatt öngyilkosságot kísérelt meg. 1971-ben, 79 évesen szerezte meg diplomáját.
1978-ban a National Wrestling Hall of Fame, 1980-ban az Oregon Sports Hall of Fame, 1988-ban pedig az Oregoni Állami Egyetem dicsőségcsarnokának tagja lett.

## Fordítás
- Ez a szócikk részben vagy egészben  a   Robin Reed című angol Wikipédia-szócikk ezen változatának fordításán alapul.  Az eredeti cikk szerkesztőit annak laptörténete sorolja fel. Ez a jelzés csupán a megfogalmazás eredetét és a szerzői jogokat jelzi, nem szolgál a cikkben szereplő információk forrásmegjelöléseként.